# Данилов, Андрей Борисович
Андрей Борисович Данилов (25 июля (5 августа) 1908 года — 13 сентября 1943) — сержант Рабоче-крестьянской Красной Армии, участник Великой Отечественной войны, Герой Советского Союза (1943).

## Биография
Андрей Данилов родился 5 августа 1908 года в селе Новая Ильинка (ныне — Ачинский район Красноярского края) в семье крестьянина. Получил начальное образование, работал в сельском хозяйстве. Переехав в Красноярск, работал плотником на заводе. В июне 1941 года Данилов был призван на службу в Рабоче-крестьянскую Красную Армию. С июля того же года — на фронтах Великой Отечественной войны. Принимал участие в боях на Западном, Юго-Западном, Донском, Воронежском, Степном фронтах. Участвовал в битве за Москву и Сталинградской битве. К июлю 1943 года гвардии сержант Андрей Данилов командовал орудием 233-го гвардейского артиллерийского полка 95-й гвардейской стрелковой дивизии 5-й гвардейской армии Воронежского фронта. Отличился во время битвы за Курской дуге.
12 июля 1943 года в ходе боя у высоты 226,6 в районе населённого пункта Полежаев Прохоровского района Белгородской области расчёт Данилова три часа отражал контратаки немецких пехотных и танковых подразделений. Когда погибли наводчик и заряжающий, Данилов продолжал вести огонь в одиночку, нанеся противнику большой урон в живой силе и технике. 13 сентября 1943 года он получил тяжёлое ранение и в тот же день скончался в медсанбате. Похоронен в братской могиле в селе Сухины.
Как сейчас вижу сержанта, коммуниста, командира орудия Андрея Борисовича Данилова — сибиряка-красноярца, воина-сталинградца. Рядом с ним стояли насмерть украинец Панченко, казах Ибраев, башкир Абдульманов, узбек Латынов, мордвин Панкратов. Когда в неравном поединке с врагом пал весь расчет, Данилов продолжал единоборство с наступающими танками. После гибели соседнего расчета к орудию встал командир полка Ревин. На моих глазах Ревин поджег вражескую «пантеру», а гвардейцы-артиллеристы автоматным огнем и гранатами остановили мотоциклистов.
На поле боя остались 16 сожженных танков с крестами на бортах и сотни трупов вражеских мотоциклистов и автоматчиков. Но и многие воины-гвардейцы навсегда остались лежать у подножия высоты 236,7...Жадов, Алексей Семёнович
Указом Президиума Верховного Совета СССР от 24 декабря 1943 года за «отвагу и героизм, проявленные в битве на Курской дуге» гвардии сержант Андрей Данилов посмертно был удостоен высокого звания Героя Советского Союза. Был также награждён орденами Ленина, Красной Звезды и медалью.